# Балахонов, Сергей Александрович
Серге́й Алекса́ндрович Балахо́нов (бел. Сяргей Аляксандравіч Балахонаў; род. 24 апреля 1977) — белорусский писатель.

## Биография
Родился в Гомеле (по официальным данным, а на самом деле в деревне Светиловичи Ветковского района Гомельской области)
. Отец — Балахонов Александр Лаврентьевич. Мать — Балахонова Светлана Андреевна. Окончил гомельскую среднюю школу № 49 с углублённым изучением немецкого языка (1994), исторический факультет Гомельского государственного университета (1999). В 2000 г. проходил срочную службу во внутренних войсках Республики Беларусь. С 2001 г. работает учителем истории и обществоведения в Гомеле. Не женат.

## Творчество
Зрелое литературное творчество началось в 1992 году. Однако все произведения, написанные до осени 1998 года, нигде не публиковались. Среди их сборники стихов «Сонцавароты» («Солнцевороты»), «Брама сталасьці» («Врата зрелости»), «Мой беларускі…» («Мой белорусский…»), «Дваццатае вока вясны» («Двадцатое око весны»), «Паляваньне на тэкст» («Охота на текст»), неоконченные эпические поэмы «Прывітаньне, мая каханая» («Здравствуй, моя любимая») и «Алесь Гальшэўскі» («Алесь Гольшевский»), несколько фантастических рассказов и повесть «Іх спаткала нявосень» («Их встретила неосень»).
Первые публикации появились осенью 1998 года в самиздате «Сымболь» (Минск, редактор Вадим Карцев) и параллельно в газетах «Наше слово» и «Наша Нива». С той поры на страницах «Нашей Нивы» публиковались его дневниковые произведения, ряд обработанных городских легенд «Die modernen Sagen» («Современные саги»), очерки, исторические мистификации, стихи, музыкальные рецензии и прочее.
В 1999—2000 гг. ряд текстов С.Балахонова печатались в газете гомельского Объединения белорусских студентов «ЗуБаСьцік». С того же времени и до 2001 г. писатель имел творческое сотрудничество с гомельской молодёжной газетой «Undergroўnd» (редактор Константин Гусаров), на её страницах был опубликован рассказ-трилогия «Мажджаліна» (под псевдонимом Сяргей Лобан).
В 2001 году Балахонов дебютировал на страницах белорусского журнала «ARCHE» с произведением «Сьмерць лютністы» («Смерть лютниста»), в аннотации к которому автора впервые связывают с постмодернизмом.
В 2006 г. в литературно-художественном альманахе «Калосьсе» (редактор Алесь Аркуш) была опубликована его повесть «Снег капитана Монтгомори», события которой разворачиваются в Гомеле времен антифеодальной войны XVII в. Подборка произведений Сергея Балахонова вошла в аудиохрестоматию современной белорусской литературы «Ночное чтение» («Начная чытанка», 2007), часть которой была включена в плейлист интернет-проекта «Литературное радио» («Літаратурнае радыё»). В 2008 г. писатель стал победителем литературного конкурса белорусской службы Радио «Свобода» с повестью альтернативной фантастики «Петля одержимости» («Пятля зацятасці»). В 2009 г. Сергей Балахонов стал активным участником музыкально-поэтического проекта «Тузін. Перазагрузка» («Дюжина. Перезагрузка»), творчески переосмыслив на белорусском языке песни групп Нестандартный вариант, Naka, Серебряная свадьба, песню участника детского «Евровидения» Юрия Демидовича «Волшебный кролик». В дальнейшем помогал с переводом лирики Олегу “Jagger” Минакову, 5diez, Zdob și Zdub для сборника «Будзьма! Тузін. Перазагрузка-2». Писатель, работая в жанре исторической мистификации, опубликовал в журнале «ARCHE» текст «Супер Марио из Великого княжества Литовского», где в пародийной форме «доказываются» старобелорусские корни культовой видеоигры «Super Mario Bros.».